# 徐太玄
徐太玄（?—?），唐朝官员。
徐太玄初任杭州参军时，同僚有张惠犯贪赃至死，徐太玄同情张惠母亲年老，于是到狱中表示自己与张惠同受赃贿。张惠赃款数于是变少，得以减死，徐太玄也被免官十余年。李敬玄知道后大家赞赏徐太玄，升任他为郑州司功参军，徐太玄于是知名，后官至秘书少监、申王（李撝）师、泽州刺史，他的德行为当时所推重。